# Тіб
«Тіб» (араб. ذيب) — йорданський драматичний фільм, знятий дебютантом Наджи Абу Новаром. Світова прем'єра стрічки відбулась 4 вересня 2014 року у секції «Горизонти» на Венеційському кінофестивалі 2014, де Абу Новар отримав нагороду як найкращий режисер. Фільм був висунутий Йорданією на премію «Оскар-2016» у номінації «найкращий фільм іноземною мовою».

## Сюжет
В Османській провінції Хіджаз під час Першої світової війни, юний хлопчик-бедуїн приймає доросле рішення у своєму житті. Він вирушає в небезпечну подорож через пустелю для супроводу британського офіцера до його таємного пункту призначення.

## У ролях
- Ясір Ейл Аль-Гвіетат — Тіб
- Хуссейн Саламе Аль-Свейлієн — Хуссейн
- Хассан Мутлаг Аль-Мараєх — незнайомець
- Джек Фокс — Едвард

## Визнання
| Рік  | Нагорода                                                        | Категорія                                                      | Номінант                                                      | Результат | Дж          |
| ---- | --------------------------------------------------------------- | -------------------------------------------------------------- | ------------------------------------------------------------- | --------- | ----------- |
| 2014 | Венеційський кінофестиваль 2014                                 | Найкращий режисер («Горизонти»)                                | Наджи Абу Новар                                               | Перемога  |             |
| 2014 | Венеційський кінофестиваль 2014                                 | Найкращий фільм («Горизонти»)                                  | «Тіб»                                                         | Номінація |             |
| 2014 | Токіо Filmex 2014                                               | Ґран-прі                                                       | «Тіб»                                                         | Номінація |             |
| 2014 | Лондонський кінофестиваль                                       | Нагорода «Сазерленд» за найкращий фільм                        | «Тіб»                                                         | Номінація |             |
| 2014 | Каїрський міжнародний кінофестиваль                             | Приз журі за найкращу операторську роботу та художній напрям   | «Тіб»                                                         | Перемога  |             |
| 2014 | Кінофестиваль в Абу-Дабі 2014                                   | Приз ФІПРЕСІ за найкращий оповідний фільм                      | «Тіб»                                                         | Перемога  |             |
| 2014 | Кінофестиваль в Абу-Дабі 2014                                   | Найкращий арабсьний фільм («Нові Горизонти»)                   | «Тіб»                                                         | Перемога  |             |
| 2014 | Кінофестиваль в Абу-Дабі 2014                                   | «Чорна перлина» за найкращий фільм («Нові Горизонти»)          | «Тіб»                                                         | Номінація |             |
| 2014 | Азійсько-Тихоокеанська кінопремія                               | Найкращий молодіжний фільм                                     | «Тіб»                                                         | Номінація |             |
| 2015 | Міжнародний кінофестиваль незалежного кіно у Буенос-Айресі 2015 | Найкращий фільм                                                | «Тіб»                                                         | Номінація |             |
| 2015 | Camerimage 2015                                                 | Найкращий режисерський дебют                                   | «Тіб»                                                         | Перемога  |             |
| 2015 | Фрібурський міжнародний кінофестиваль 2015                      | Гран-прі                                                       | «Тіб»                                                         | Номінація |             |
| 2015 | Міжнародний кінофестиваль у Глазго 2015                         | Приз глядацької аудиторії                                      | «Тіб»                                                         | Номінація |             |
| 2015 | Міжнародний кінофестиваль у Маямі 2015                          | Нагорода імені Джордана Александра Ресслера за сценарій        | «Тіб»                                                         | Перемога  |             |
| 2015 | Мюнхенський міжнародний кінофестиваль 2015                      | Нагорода CineVision за найкращий фільм                         | «Тіб»                                                         | Номінація |             |
| 2015 | Міжнародний кінофестиваль у Палм-Спрінгз 2015                   | Гран-прі журі                                                  | «Тіб»                                                         | Номінація |             |
| 2015 | Міжнародний кінофестиваль у Сієтлі 2015                         | «Золота космічна голка» за найкращу чоловічу роль              | Ясір Ейл Аль-Гвіетат                                          | Номінація |             |
| 2016 | 69-а церемонія вручення нагороди БАФТА                          | Найкращий дебют британського режисера, сценариста чи продюсера | Наджи Абу Навар (Сценарист/Режисер) і Руперт Ллойд (Продюсер) | Перемога  | [ 5 ] [ 6 ] |
| 2016 | 69-а церемонія вручення нагороди БАФТА                          | Найкращий неангломовний фільм                                  | стрічка                                                       | Номінація | [ 5 ] [ 6 ] |
| 2016 | 88-а церемонія вручення нагороди «Оскар»                        | Найкращий фільм іноземною мовою                                | «Тіб»                                                         | Номінація | [ 7 ]       |